# Kraftwerk Yokkaichi
Das Kraftwerk Yokkaichi (jap. 四日市火力発電所, Yokkaichi karyoku hatsudensho) ist ein Gaskraftwerk des Stromversorgers Chūbu Denryoku in Japan, das an der Westseite der Ise-Bucht auf einer Meeresaufschüttung in Yokkaichi in der Präfektur Mie gelegen ist. Es hat eine installierte Leistung von 1.245 MW.

## Kraftwerksblöcke
Das Kraftwerk besteht aus insgesamt acht Blöcken unterschiedlicher Leistung, die 1963 und 1988 in Betrieb gingen. Die folgende Tabelle gibt einen Überblick:
| Block | Max. Leistung (MW) | Betriebsbeginn | Turbine | Generator | Dampfkessel | Typ               |
| ----- | ------------------ | -------------- | ------- | --------- | ----------- | ----------------- |
| 1     | 220                | 06.1963        |         |           |             | Dampfturbine (DT) |
| 2     | 220                | 07.1963        |         |           |             | DT                |
| 3     | 220                | 09.1963        |         |           |             | DT                |
| 4     | 113                | 02.1988        |         |           |             | Gasturbine (GT)   |
| 5     | 113                | 06.1988        |         |           |             | GT                |
| 6     | 113                | 06.1988        |         |           |             | GT                |
| 7     | 113                | 07.1988        |         |           |             | GT                |
| 8     | 113                | 07.1988        |         |           |             | GT                |

Die Dampferzeuger der Dampfturbinen und die Abhitzedampferzeuger (engl. HRSG) der Gasturbinen stammen von General Electric, MHI und Toshiba. Die Turbinen und Generatoren wurden von General Electric und Toshiba geliefert.

## Brennstoff
Alle Blöcke des Kraftwerks verwenden LNG als Brennstoff. Rund um die Ise-Bucht liegen weitere Kraftwerke von Chubu, die LNG als Brennstoff verwenden. Das LNG-Terminal Chita auf der Ostseite der Ise-Bucht ist deshalb seit September 2013 über zwei Pipelines (in einem 13,3 km langen Tunnel unter dem Meeresgrund) mit dem Kraftwerk Kawagoe auf der Westseite verbunden, um die Versorgungssicherheit zu erhöhen. Kawagoe wiederum ist über einen weiteren Tunnel mit Yokkaichi verbunden. Im Januar 2014 wurde die Mie-Shiga Gas Pipeline eingeweiht, die das Kraftwerk Yokkaichi mit der Taga Governor Station der Firma Ōsaka Gas verbindet. Sie ist ca. 60 km lang und dient ebenfalls der Erhöhung der Versorgungssicherheit.